# Kénogami (fromage)
Pour les articles homonymes, voir Kénogami.
Le Kénogami est un fromage du territoire québécois. Il est originaire du Saguenay–Lac-Saint-Jean, à la fromagerie Lehmann. Ce fromage est de type pâte môle à croûte lavée. Les vaches productrices sont de race suisse brune. Fondée en 2001, la fromagerie porte le nom de la famille.

## Parfums
Odeur :
- herbacée[1]

Saveurs :
- crème
- beurre
- noix

## Prix
- 2009[2] - Grand prix des fromages canadiens[4] dans la catégorie « fromage à croute lavée »[2].